# Liste der denkmalgeschützten Objekte in Wildalpen
Die Liste der denkmalgeschützten Objekte in Wildalpen enthält die 31 denkmalgeschützten, unbeweglichen Objekte der Gemeinde Wildalpen im steirischen Bezirk Liezen.

## Denkmäler
| Foto |                 | Denkmal                                                                             | Standort                                             | Beschreibung | Metadaten |
| ---- | --------------- | ----------------------------------------------------------------------------------- | ---------------------------------------------------- | --- | --- |
| BW   | Datei hochladen | Jagdhaus samt Nebengebäude HERIS-ID: 257187seit 2025                                | Standort KG: Wildalpen                               | | BDA-Hist.: Q135161859 Status: Bescheid Stand der BDA-Liste: 2025-06-30 Name: Jagdhaus samt Nebengebäude GstNr.: .52/2 |
| ja   | Datei hochladen | Salzaaquädukt HERIS-ID: 111554 Objekt-ID: 129452                                    | Wildalpen 275, bei Standort KG: Wildalpen            | Die II. Wiener Hochquellenwasserleitung ist eine 183 Kilometer lange Trinkwasser-Versorgungsleitung für die Stadt Wien. Sie wurde auf Betreiben von Karl Lueger errichtet und nach zehnjähriger Bauzeit am 2. Dezember 1910 als II. Kaiser-Franz-Josef-Hochquellenleitung eröffnet. Siehe auch Aquädukt I | BDA-Hist.: Q37824827 Status: Bescheid Stand der BDA-Liste: 2025-06-30 Name: Salzaaquädukt GstNr.: 1177/2 Hochquellenwasserleitung in Wildalpen |
| ja   | Datei hochladen | Imbachaquädukt HERIS-ID: 111553 Objekt-ID: 129451                                   | Standort KG: Wildalpen                               | II. Wiener Hochquellenwasserleitung, auch Aquädukt IV | BDA-Hist.: Q37824817 Status: Bescheid Stand der BDA-Liste: 2025-06-30 Name: Imbachaquädukt GstNr.: 360/1 Hochquellenwasserleitung in Wildalpen |
| ja   | Datei hochladen | Holzäpfeltalaquädukt HERIS-ID: 111551 Objekt-ID: 129449                             | Holzäpfeltal 101, in der Nähe Standort KG: Wildalpen | II. Wiener Hochquellenwasserleitung, auch Aquädukt II; Aquädukt über das Holzäpfeltal | BDA-Hist.: Q37824766 Status: Bescheid Stand der BDA-Liste: 2025-06-30 Name: Holzäpfeltalaquädukt GstNr.: 464/1, 463 Holzäpfeltalaquädukt |
| ja   | Datei hochladen | Hopfgartenaquädukt HERIS-ID: 111552 Objekt-ID: 129450                               | Hopfgarten 121, nordöstlich Standort KG: Wildalpen   | II. Wiener Hochquellenwasserleitung, auch Aquädukt III | BDA-Hist.: Q37824798 Status: Bescheid Stand der BDA-Liste: 2025-06-30 Name: Hopfgartenaquädukt GstNr.: 400/1 Hopfgartenaquädukt |
| ja   | Datei hochladen | 11 Kammern, 1 Pumpenhaus, 3 Zugänge, Hartlsee HERIS-ID: 111548 Objekt-ID: 129446    | Standort KG: Wildalpen                               | II. Wiener Hochquellenwasserleitung; Ast Siebenseequellen bei Winterhöh | BDA-Hist.: Q37824726 Status: Bescheid Stand der BDA-Liste: 2025-06-30 Name: 11 Kammern, 1 Pumpenhaus, 3 Zugänge, Hartlsee GstNr.: 23/2, 784/10, 793/12, 1173/2, 291/43, 1108/25, 291/1, 1164, 793/3, 408, .632, 739, 740, 764 Hochquellenwasserleitung in Wildalpen |
| ja   | Datei hochladen | Bärnbachaquädukt HERIS-ID: 111546 Objekt-ID: 129444                                 | Brunn 88, in der Nähe Standort KG: Wildalpen         | II. Wiener Hochquellenwasserleitung Anmerkung: Das Bärnbachaquädukt über den gleichnamigen Bach nördlich der Salza verbindet die Gemeinden Mariazell und Wildalpen. | BDA-Hist.: Q37824704 Status: Bescheid Stand der BDA-Liste: 2025-06-30 Name: Bärnbachaquädukt GstNr.: 291/1 Hochquellenwasserleitung in Wildalpen |
| ja   | Datei hochladen | Jagdhaus Brunnjäger HERIS-ID: 84395 Objekt-ID: 98488                                | Brunn 82 Standort KG: Wildalpen                      | | BDA-Hist.: Q38182836 Status: § 2a Stand der BDA-Liste: 2025-06-30 Name: Jagdhaus Brunnjäger GstNr.: .366 |
| ja   | Datei hochladen | Ehem. Kohlbarren HERIS-ID: 46191 Objekt-ID: 47910                                   | Fachwerk 154, bei Standort KG: Wildalpen             | | BDA-Hist.: Q38019796 Status: Bescheid Stand der BDA-Liste: 2025-06-30 Name: Ehem. Kohlbarren GstNr.: 165/2 |
| ja   | Datei hochladen | Bauernhaus HERIS-ID: 84405 Objekt-ID: 98499                                         | Fachwerk 157 Standort KG: Wildalpen                  | Das eingeschoßige Bauernhaus unter mächtigem Schopfwalmdach mit verbrettertem Giebelfeld wurde im 19. Jahrhundert errichtet. | BDA-Hist.: Q38182878 Status: § 2a Stand der BDA-Liste: 2025-06-30 Name: Bauernhaus GstNr.: 157 |
| ja   | Datei hochladen | Allerheiligenkirche HERIS-ID: 84382 Objekt-ID: 98475                                | Hinterwildalpen Standort KG: Wildalpen               | | BDA-Hist.: Q38182791 Status: § 2a Stand der BDA-Liste: 2025-06-30 Name: Allerheiligenkirche GstNr.: 995 |
| ja   | Datei hochladen | Bauernhaus HERIS-ID: 84388 Objekt-ID: 98481                                         | Hinterwildalpen 65 Standort KG: Wildalpen            | Das schlichte hölzerne Bauernhaus wurde in der 1. Hälfte des 19. Jahrhunderts errichtet. | BDA-Hist.: Q38182824 Status: § 2a Stand der BDA-Liste: 2025-06-30 Name: Bauernhaus GstNr.: 484 |
| ja   | Datei hochladen | Aquädukt II HERIS-ID: 84417 Objekt-ID: 98513                                        | nahe Holzäpfeltal 101 Standort KG: Wildalpen         | II. Wiener Hochquellenwasserleitung, auch Holzäpfeltalaquädukt; Aquädukt über das Holzäpfeltal | BDA-Hist.: Q38182917 Status: § 2a Stand der BDA-Liste: 2025-06-30 Name: Aquädukt II GstNr.: 291/1, 1189, 1150, 505 Holzäpfeltalaquädukt |
| ja   | Datei hochladen | Aquädukt III HERIS-ID: 84418 Objekt-ID: 98514                                       | bei Hopfgarten 122 Standort KG: Wildalpen            | II. Wiener Hochquellenwasserleitung, auch Hopfgartenaquädukt | BDA-Hist.: Q38182930 Status: § 2a Stand der BDA-Liste: 2025-06-30 Name: Aquädukt III GstNr.: 400/1, 400/4, 291/51, 1153/13, 1190/2 Hopfgartenaquädukt |
| ja   | Datei hochladen | Springer-Villa HERIS-ID: 84400 Objekt-ID: 98494                                     | Kühbachau 169 Standort KG: Wildalpen                 | | BDA-Hist.: Q38182866 Status: § 2a Stand der BDA-Liste: 2025-06-30 Name: Springer-Villa GstNr.: .173 |
| ja   | Datei hochladen | Bürgerhaus HERIS-ID: 37531 Objekt-ID: 36711                                         | Säusenbach 11 Standort KG: Wildalpen                 | → Hauptartikel : Tulleck’sches Hammerwerk f1 | BDA-Hist.: Q64486900 Status: Bescheid Stand der BDA-Liste: 2025-06-30 Name: Bürgerhaus GstNr.: .240 |
| ja   | Datei hochladen | Ehem. Hammerherrenhaus, Tulleck'sches Gewerkenhaus HERIS-ID: 37532 Objekt-ID: 36712 | Säusenbach 14 Standort KG: Wildalpen                 | Das Hammerherrenhaus, auch Tulleck'sches Gewerkenhaus, wurde Mitte des 17. Jahrhunderts erbaut. Oben ein Schopfwalmdach, im Inneren Tonnengewölbe und zwei Holzdecken mit reich geschnitzten Mitteltramen und Stuckdecke. Der Balkon stammt aus der 2. Hälfte des 19. Jahrhunderts. Das Gebäude beherbergt das Heimatmuseum und das Museum der Wiener Wasserwerke.                                                              | BDA-Hist.: Q19862782 Status: § 2a Stand der BDA-Liste: 2025-06-30 Name: Ehem. Hammerherrenhaus, Tulleck'sches Gewerkenhaus GstNr.: .237 Hammerherrenhaus Wildalpen                                                                                                  |
| ja   | Datei hochladen | Museum - Kino, Fahrerhof, Hauptgebäude, Stöckl HERIS-ID: 111550 Objekt-ID: 129448   | Säusenbach 14, 15 Standort KG: Wildalpen             | → Hauptartikel : Tulleck’sches Hammerwerk f1 | BDA-Hist.: Q64486905 Status: Bescheid Stand der BDA-Liste: 2025-06-30 Name: Museum - Kino, Fahrerhof, Hauptgebäude, Stöckl GstNr.: .236, .237, .242 Museum Wildalpen                                                                                                |
| ja   | Datei hochladen | Sog. Kanzleistöckl HERIS-ID: 37533 Objekt-ID: 36713                                 | Säusenbach 15 Standort KG: Wildalpen                 | Das Kanzleistöckl ist ein zweigeschoßiger Bau mit Walmdach aus dem 18./19. Jahrhundert. | BDA-Hist.: Q64486902 Status: § 2a Stand der BDA-Liste: 2025-06-30 Name: Sog. Kanzleistöckl GstNr.: .236 Kanzleistöckl Wildalpen |
| ja   | Datei hochladen | Bürgerhaus, Wagnerhaus, Kohlfachterhaus HERIS-ID: 37534 Objekt-ID: 36714            | Säusenbach 16 Standort KG: Wildalpen                 | Das ehemalige Wagnerhaus ist ein langgestrecktes zweigeschoßiges Gebäude aus dem frühen 19. Jahrhundert. | BDA-Hist.: Q64486903 Status: § 2a Stand der BDA-Liste: 2025-06-30 Name: Bürgerhaus, Wagnerhaus, Kohlfachterhaus GstNr.: .229 |
| ja   | Datei hochladen | Aquädukt IV HERIS-ID: 84421 Objekt-ID: 98517                                        | Schneckengraben Standort KG: Wildalpen               | II. Wiener Hochquellenwasserleitung, auch Imbachaquädukt | BDA-Hist.: Q38182943 Status: § 2a Stand der BDA-Liste: 2025-06-30 Name: Aquädukt IV GstNr.: 360/1 Hochquellenwasserleitung in Wildalpen |
| ja   | Datei hochladen | E-Werk HERIS-ID: 84409 Objekt-ID: 98503                                             | Schreiereng 28 Standort KG: Wildalpen                | | BDA-Hist.: Q38182891 Status: § 2a Stand der BDA-Liste: 2025-06-30 Name: E-Werk GstNr.: 793/3 |
| ja   | Datei hochladen | Aquädukt I HERIS-ID: 84416 Objekt-ID: 98512                                         | Wildalpen Standort KG: Wildalpen                     | II. Wiener Hochquellenwasserleitung, auch Salzaaquädukt | BDA-Hist.: Q38182906 Status: § 2a Stand der BDA-Liste: 2025-06-30 Name: Aquädukt I GstNr.: 32/2, 34/1, 1177/2 Hochquellenwasserleitung in Wildalpen |
| ja   | Datei hochladen | Kriegerdenkmal HERIS-ID: 84432 Objekt-ID: 98528                                     | Wildalpen Standort KG: Wildalpen                     | | BDA-Hist.: Q38182970 Status: § 2a Stand der BDA-Liste: 2025-06-30 Name: Kriegerdenkmal GstNr.: 16/1 |
| ja   | Datei hochladen | Kath. Pfarrkirche hl. Barbara HERIS-ID: 51974 Objekt-ID: 57823                      | Wildalpen 1 Standort KG: Wildalpen                   | Die Kirche wurde in den Jahren 1728 und 1729 erbaut. In ihren Anfangsjahren entwickelte sich die barocke Pfarrkirche mit ihrem Gnadenbild „Pietà von Wildalpen“ zur Wallfahrtskirche. Kirchenpatronin ist die heilige Barbara, welcher der linke Seitenaltar geweiht ist. Im rechten Seitenaltar befindet sich eine Pietà von Josef Stammel. Der Freskenschmuck der fünf Gewölbe stammt von Johann, Franz und Alois Lederwasch. | BDA-Hist.: Q38048343 Status: § 2a Stand der BDA-Liste: 2025-06-30 Name: Kath. Pfarrkirche hl. Barbara GstNr.: .186/1, .186/2 Pfarrkirche Wildalpen |
| ja   | Datei hochladen | Pfarrhof HERIS-ID: 51973 Objekt-ID: 57822                                           | Wildalpen 1 Standort KG: Wildalpen                   | Der Pfarrhof ist an den Chor der Kirche angebaut (vermutlich im 2. Viertel des 18. Jahrhunderts) und bildet mit ihr eine bauliche Einheit. Erwähnenswert sind die Stuckdecken von Carlo Federigo und Pietro Angelo Formentini, ein Schmiedeeisengitter aus dem 17. Jahrhundert und eine Schutzengelstatue von Josef Stammel aus dem Jahr 1731.                                                                                  | BDA-Hist.: Q38048335 Status: § 2a Stand der BDA-Liste: 2025-06-30 Name: Pfarrhof GstNr.: .186/1 Pfarrkirche Wildalpen |
| ja   | Datei hochladen | Hotel Wildalpen, ehem. Kraft HERIS-ID: 84369 Objekt-ID: 98462                       | Wildalpen 2a Standort KG: Wildalpen                  | | BDA-Hist.: Q38182724 Status: § 2a Stand der BDA-Liste: 2025-06-30 Name: Hotel Wildalpen, ehem. Kraft GstNr.: .181/3 |
| ja   | Datei hochladen | Forstverwaltung der Stadt Wien HERIS-ID: 84370 Objekt-ID: 98463                     | Wildalpen 17 Standort KG: Wildalpen                  | Das Gebäude wurde um 1910 (Bau der Hochquellenwasserleitung) errichtet und ist der lokale Stützpunkt der Wiener Forstverwaltung, zu der die hiesigen Quellschutzwälder gehören. | BDA-Hist.: Q38182733 Status: § 2a Stand der BDA-Liste: 2025-06-30 Name: Forstverwaltung der Stadt Wien GstNr.: .597 |
| ja   | Datei hochladen | Betriebsgebäude, Amtshaus HERIS-ID: 111549 Objekt-ID: 129447                        | Wildalpen 24 Standort KG: Wildalpen                  | Das Gebäude wurde um 1910 (Bau der Hochquellenwasserleitung) errichtet und ist der lokale Stützpunkt der Wiener Wasserwerke, wobei sich die Inschrift auch auf die MA 49 (Forstverwaltung) bezieht. | BDA-Hist.: Q37824746 Status: Bescheid Stand der BDA-Liste: 2025-06-30 Name: Betriebsgebäude, Amtshaus GstNr.: .597 |
| ja   | Datei hochladen | Bürgerhaus, Altes Posthaus HERIS-ID: 58371 Objekt-ID: 69004                         | Wildalpen 26 Standort KG: Wildalpen                  | Das Haus Grissl wurde 1910 erbaut, die elaborierten Jugendstilornamente aus Holz stammen vom Tischlermeister Rupert Grissl. | BDA-Hist.: Q38082799 Status: Bescheid Stand der BDA-Liste: 2025-06-30 Name: Bürgerhaus, Altes Posthaus GstNr.: .602 Altes Posthaus Wildalpen |
| ja   | Datei hochladen | Pulverturm HERIS-ID: 84381 Objekt-ID: 98474                                         | Standort KG: Wildalpen                               | | BDA-Hist.: Q38182779 Status: § 2a Stand der BDA-Liste: 2025-06-30 Name: Pulverturm GstNr.: 291/1 |
| ja   | Datei hochladen | Flurkapelle HERIS-ID: 84425 Objekt-ID: 98521                                        | Standort KG: Wildalpen                               | | BDA-Hist.: Q38182965 Status: § 2a Stand der BDA-Liste: 2025-06-30 Name: Flurkapelle GstNr.: .197/2 |